# Eleições estaduais no Piauí em 1978
As eleições estaduais no Piauí em 1978 aconteceram sob as regras do Ato Institucional Número Três e do Pacote de Abril: em 1º de setembro ocorreu a via indireta e nela a ARENA elegeu o governador Lucídio Portela, o vice-governador Waldemar Macedo e reelegeu o senador Helvídio Nunes. A fase seguinte sobreveio em 15 de novembro tal como nos outros estados brasileiros e nesse dia o partido elegeu o senador Dirceu Arcoverde e obteve quase todas as cadeiras entre os oito deputados federais e vinte quatro estaduais que foram eleitos.
O novo governador do Piauí é Lucídio Portela, nascido em Valença do Piauí e diplomado em Medicina pela Universidade Federal do Rio de Janeiro com especialização em Pneumologia e pós-graduado em Radiologia junto à Pontifícia Universidade Católica do Rio de Janeiro e integra a Associação Piauiense de Medicina. Originário da UDN foi indicado devido à influência do irmão, Petrônio Portela, presidente do Senado Federal, e assim chegou ao Palácio de Karnak vinculado ao Regime Militar de 1964.
Nascido em São Raimundo Nonato, o funcionário público estadual Waldemar Macedo trabalhou como fiscal de tributos estaduais antes de ingressar na política. Eleito deputado estadual pela UDN em 1954, ficou na primeira suplência no pleito seguinte, embora tenha exercido o mandato sob convocação após a nomeação de parlamentares para o secretariado do governador Chagas Rodrigues. Reeleito em 1962, migrou à ARENA quando o Regime Militar de 1964 impôs o bipartidarismo no ano seguinte, renovando o mandato em 1966, 1970 e 1974, atingindo o cargo de vice-governador através de eleição indireta em 1978.

## Resultado da eleição para governador
O Colégio Eleitoral do Piauí era integrado por ampla maioria da ARENA que sacramentou os nomes previamente escolhidos pelo presidente Ernesto Geisel em abril. Houve quatro abstenções na escolha do governador.
| Candidatos a governador do estado | Candidatos a vice-governador | Número | Coligação             | Votação | Percentual |
| --------------------------------- | ---------------------------- | ------ | --------------------- | ------- | ---------- |
| Lucídio Portela ARENA             | Waldemar Macedo ARENA        | -      | ARENA (sem coligação) | 239     | 98,35%     |
| Fontes:                           |                              |        |                       |         |            |

## Biografia dos senadores eleitos

### Helvídio Nunes
Graças às leis vigentes, a cadeira de senador biônico foi destinada ao advogado Helvídio Nunes. Nascido em Picos e graduado pela Universidade Federal do Rio de Janeiro, foi eleito prefeito de sua cidade natal via UDN em 1954 e deputado estadual em 1958 e 1962. Nomeado secretário de Viação e Obras Públicas e depois secretário de Agricultura, Indústria e Comércio, no governo Petrônio Portela, filiou-se à ARENA e assumiu o governo do Piauí em 1966 por conta de uma eleição indireta e após deixar o Palácio de Karnak foi eleito senador em 1970 e reeleito por via indireta em 1978.

### Dirceu Arcoverde
Médico nascido em Amarante e formado na Universidade Federal do Rio de Janeiro com pós-graduação nos Estados Unidos, Dirceu Arcoverde foi professor do Instituto de Educação Antonino Freire e da Universidade Federal do Piauí e secretário de Saúde no governo Alberto Silva antes de ingressar na política ao ser eleito indiretamente governador do Piauí pela ARENA em 1974. Alinhado a Petrônio Portela, rompeu com seu antecessor no Palácio de Karnak, elegendo-se senador numa sublegenda da ARENA ao derrotar Alberto Silva em 1978. Seu mandato foi abreviado por um derrame cerebral, tendo falecido em 16 de março de 1979.

## Suplente efetivado

### Alberto Silva
Natural de Parnaíba, o engenheiro civil, engenheiro eletricista e engenheiro mecânico Alberto Silva é graduado pela Universidade Federal de Itajubá e foi engenheiro-chefe dos Serviços de Transportes Elétricos da Estrada de Ferro Central do Brasil (1941-1947) no Rio de Janeiro. Membro da UDN, foi eleito prefeito de Parnaíba em 1948 e deputado estadual em 1950, mandato ao qual renunciou para assumir a Estrada de Ferro Central do Piauí. Ainda em sua cidade natal dirigiu a Companhia de Força e Luz, elegendo-se novamente prefeito em 1954. Assumiu a presidência da Companhia Energética do Ceará em 1962 onde permaneceu até ser escolhido governador do Piauí pelo presidente Emílio Garrastazu Médici em 1970, liderando sua própria facção da ARENA, pela qual disputou a eleição direta para senador em 1978 contra Dirceu Arcoverde, apoiado pelo grupo de Petrônio Portela. Derrotado, foi reposto como primeiro suplente e com a morte do titular foi efetivado em 20 de março de 1979.

## Resultado da eleição para senador

### Mandato biônico de oito anos
A eleição para senador biônico permitiu a recondução de Helvídio Nunes a um assento que ele ocupava desde a vitória em 1970. Houve seis abstenções.
| Candidatos a senador da República | Candidatos a suplente de senador                          | Número | Coligação             | Votação | Percentual |
| --------------------------------- | --------------------------------------------------------- | ------ | --------------------- | ------- | ---------- |
| Helvídio Nunes ARENA              | Nazareno Araújo ARENA Antônio Francisco Vale Mendes ARENA | -      | ARENA (sem coligação) | 237     | 97,53%     |
| Fontes:                           |                                                           |        |                       |         |            |

### Mandato direto de oito anos
Os registros do Tribunal Regional Eleitoral do Piauí informam a ocorrência de 31.837 votos em branco (5,32%) e 16.191 votos nulos (2,71%), calculados sobre o comparecimento de 598.253 eleitores.
| Candidatos a senador da República | Candidatos a suplente de senador   | Número | Coligação            | Votação | Percentual |
| --------------------------------- | ---------------------------------- | ------ | -------------------- | ------- | ---------- |
| Dirceu Arcoverde ARENA            | Jesus Tajra ARENA -                | -      | ARENA (sublegenda 1) | 290.218 | 52,75%     |
| Alberto Silva ARENA               | Ada Dias de Castro Ribeiro ARENA - | -      | ARENA (sublegenda 2) | 260.007 | 47,25%     |
| Fontes:                           |                                    |        |                      |         |            |

## Deputados federais eleitos
São relacionados os candidatos eleitos com informações complementares da Câmara dos Deputados.

Representação eleita
  ARENA: 8

| Deputados federais eleitos | Partido | Votação | Percentual | Cidade onde nasceu | Unidade federativa |
| Paulo Ferraz               | ARENA   | 56.108  | 10,07%     | Teresina           | Piauí              |
| Hugo Napoleão              | ARENA   | 52.763  | 9,47%      | Portland           | Estados Unidos     |
| Ludgero Raulino            | ARENA   | 48.248  | 8,66%      | Altos              | Piauí              |
| Pinheiro Machado           | ARENA   | 43.761  | 7,86%      | Parnaíba           | Piauí              |
| Milton Brandão             | ARENA   | 40.518  | 7,27%      | Pedro II           | Piauí              |
| Joel Ribeiro               | ARENA   | 40.270  | 7,23%      | Guadalupe          | Piauí              |
| Adalberto Correia Lima     | ARENA   | 40.125  | 7,20%      | Tauá               | Ceará              |
| Carlos Augusto de Oliveira | ARENA   | 35.077  | 6,30%      | José de Freitas    | Piauí              |
| Fontes:                    |         |         |            |                    |                    |

## Deputados estaduais eleitos
Das vinte e quatro vagas em disputa a ARENA conquistou vinte e uma ante três do MDB.

Representação eleita
  ARENA: 21
  MDB: 3

| Deputados estaduais eleitos | Partido | Votação | Percentual | Cidade onde nasceu  | Unidade federativa |
| Freitas Neto                | ARENA   | 18.575  | 3,34%      | Teresina            | Piauí              |
| José Lobão                  | ARENA   | 18.222  | 3,27%      | União               | Piauí              |
| César Melo                  | ARENA   | 17.736  | 3,19%      | Campo Maior         | Piauí              |
| Barros Araújo               | ARENA   | 17.559  | 3,15%      | Picos               | Piauí              |
| Sebastião Leal              | ARENA   | 16.331  | 2,93%      | Uruçuí              | Piauí              |
| Newton Macedo               | ARENA   | 16.266  | 2,92%      | São Raimundo Nonato | Piauí              |
| Paes Landim                 | ARENA   | 15.500  | 2,78%      | São João do Piauí   | Piauí              |
| Mão Santa                   | ARENA   | 15.446  | 2,77%      | Parnaíba            | Piauí              |
| Afrânio Nunes               | ARENA   | 14.947  | 2,69%      | Amarante            | Piauí              |
| Juarez Tapety               | ARENA   | 14.010  | 2,52%      | Oeiras              | Piauí              |
| Deoclécio Dantas            | ARENA   | 13.941  | 2,50%      | Teresina            | Piauí              |
| Bona Medeiros               | ARENA   | 13.400  | 2,41%      | União               | Piauí              |
| Jesualdo Cavalcanti         | ARENA   | 12.449  | 2,24%      | Corrente            | Piauí              |
| Manoel Simplício            | ARENA   | 12.063  | 2,17%      | Vicência            | Pernambuco         |
| Humberto Silveira           | ARENA   | 11.992  | 2,15%      | Jaicós              | Piauí              |
| Wilson Parente              | ARENA   | 11.810  | 2,12%      | Cristino Castro     | Piauí              |
| Ribeiro Magalhães           | ARENA   | 11.687  | 2,10%      | Piracuruca          | Piauí              |
| Sabino Paulo                | ARENA   | 11.625  | 2,09%      | São João do Piauí   | Piauí              |
| Machado Melo                | ARENA   | 11.340  | 2,04%      | Batalha             | Piauí              |
| João Lobo                   | ARENA   | 10.590  | 1,90%      | Floriano            | Piauí              |
| Wilson Brandão              | ARENA   | 10.393  | 1,87%      | Pedro II            | Piauí              |
| Themístocles Sampaio        | MDB     | 7.150   | 1,28%      | Esperantina         | Piauí              |
| Elias Ximenes do Prado      | MDB     | 6.956   | 1,25%      | Sobral              | Ceará              |
| Oscar Eulálio               | MDB     | 6.778   | 1,22%      | Picos               | Piauí              |
| Fontes:                     |         |         |            |                     |                    |